# Trần Tiên Kỳ
Trần Tiên Kì (chữ Hán: 陳仙奇, bính âm: Chen Xianqi, ? - 786), là tiết độ sứ Hoài Tây dưới triều nhà Đường trong lịch sử Trung Quốc. Ban đầu ông phục vụ ngụy Sở đế Lý Hi Liệt, sau đó nổi dậy giết ông ta năm 786, quy phục nhà Đường. Đến cuối năm này thì bị tướng thân tín của Lý Hi Liệt là Ngô Thiếu Thành giết chết.
Cả Cựu Đường thư và Tân Đường thư đều không cho biết về gia thế, năm sinh của Trần Tiên Kì. Ban đầu ông chỉ là một sĩ tốt ở trấn Hoài Tây, phục vụ cho tiết độ sứ Lý Hi Liệt, về sau dần ngoi lên hàng tướng.
Lúc bấy giờ loạn phiên trấn bùng nổ, tiết độ sứ các nơi nổi lên chống lại triều đình nhà Đường mà Lý Hi Liệt là một trong số đó. Ông ta đã tự xưng là hoàng đế nước Đại Sở năm 784. Tuy nhiên sau khi triều đình khôi phục Trường An thì Lý Hi Liệt bị tấn công dữ dội, phải bỏ chạy về Thái châu.
Mùa xuân năm 786, Lý Hi Liệt ăn phải thịt bò có bệnh, mời thái y đến chữa. Trần Tiên Kì thấy nước Sở suy yếu, nảy ý giết Hi Liệt rồi đầu hàng nhà Đường. Khi đó người vợ lẽ của Lý Hi Liệt là Dữu thị tìm cách thuyết phục ông ta rằng Trần Tiên Kì là người trung thành, đáng tin. Dữu thị còn kết bạn với vợ Trần Tiên Kì, nói rằng để tranh thủ sự ủng hộ của Tiên Kì; nhưng thực chất là ngầm kết ước, tìm cách giết Lý Hi Liệt. Mùa hạ cùng năm, Trần Tiên Kì mua chuộc thái y đầu độc hạ sát Lý Hi Liệt.
Hi Liệt chết rồi, người con trai ông ta (không rõ tên) giấu việc không phát tang và lập kế giết những tướng không ủng hộ mình, sau đó đầu hàng nhà Đường. Dữu thị nghe được liền viết một bức thư bọc sáp báo hết mọi chuyện rồi gửi đến chỗ Trần Tiên Kì. Tiên Kì bèn cùng Tiết Dục xông vào giết con trai Hi Liệt, rồi giết vợ con, anh em của Hi Liệt tổng cộng 16 người (kể cả ông là 17), gửi đầu của họ về Trường An. Vua Đức Tông hạ chiếu phong ông làm tiết độ sứ Hoài Tây.
Sau khi nắm quyền, để bày tỏ lòng trung với nhà Đường, Trần Tiên Kì đưa quân đến phía tây hỗ trợ triều đình chống Thổ Phiên. Nhưng chỉ ba tháng sau đó, tướng trung thành với Lý Hi Liệt là Ngô Thiếu Thành lại tiến hành binh biến, giết chết ông và Dữu thị. Vua Đức Tông bất lực ngồi nhìn, sau đó hạ chiếu phong cho con mình là Lý Lượng làm tiết độ sứ ở Hoài Tây trên danh nghĩa, còn Ngô Thiếu Thành làm phó sứ nắm hết mọi quyền hành.